# Mai 1989

## Événements
- Israël : 
  - Un commando de cinq terroristes palestiniens après leur débarquement sur une plage est neutralisé par l'armée israélienne — trois sont abattus et les deux autres arrêtés.
  - à Jérusalem, trois civils israéliens sont assassinés au poignard par des tueurs du Hamas, à la suite de l'enquête de la police israélienne, plusieurs réseaux terroristes du Hamas sont démantelés et près de deux cents personnes sont arrêtés dont deux dirigeants de l'organisation, le cheikh Ahmed Yassine et le docteur Mahmoud al-Zahar.
- Kazakhstan : à Almaty, alors Alma-Ata, des émeutiers islamistes kazakhs descendant dans la rue, en brandissant des drapeaux verts, pour molester des fonctionnaires russes.

### Lundi1ermai1989
- Allemagne de l'Ouest : à Berlin-Ouest, une manifestation de l'extrême gauche dégénère, toute la nuit de violentes bagarres ont lieu avec les forces de l'ordre, des magasins sont pillés et des véhicules incendiés. Plus de trois cents policiers sont blessés.
- Chine : le gouvernement tente de désamorcer la crise en proposant un dialogue radio-télévisé avec les représentants des étudiants.
- Paraguay : lors de l'élection présidentielle, le général Andres Rodriguez est plébiscité avec 75 % des suffrages exprimés.

### Mardi2 mai 1989
- France : la grève des fonctionnaires en Corse prend fin. Elle avait débuté le 22 février à Bastia.
- France - Palestine : visite officielle de deux jours de Yasser Arafat à Paris. Lors de cette visite, il déclare que la charte de l'OLP est « caduque ».
- Hongrie : début, près de Hegyeshalom, du démantèlement du « rideau de fer » établi le long de la frontière avec l'Autriche. Ce double réseau de grillage barbelé et électrifié, long de 260 km, fermait la frontière entre les deux pays depuis 1966. En vingt-deux ans, 13 500 personnes ont tenté, au péril de leur vie, de franchir ce barrage, alors que trois cents seulement ont réussi à passer à l'Ouest.
- Liban : à Saïda, Issam Salem, le représentant de Yasser Arafat est la cible d'un attentat. Il est grièvement blessé de deux balles dans la tête.
- Pérou : l'armée arrête quinze membres de l'organisation terroriste du Sentier lumineux.

### Mercredi3 mai 1989
- France : le cheikh Abbas ben el Hocine (67 ans), recteur de l'institut musulman de la grande Mosquée de Paris, meurt d'une crise cardiaque. Il est remplacé par l'Algérien, Tedjini Haddam, président de la société des habous et lieux Saints de l'Islam.
- Haut-Karabagh (Union soviétique) : les affrontements reprennent entre les Arméniens et les Azerbaïdjanais.
- Mauritanie : début de l'opération d'expulsion des immigrés sénégalais et des Mauritaniens d'origine sénégalaise.

### Jeudi4 mai 1989
- Chine : trois cent à cinq cent mille manifestants occupent la place Tian'anmen, transformée depuis quelques jours en forum permanent de la contestation, où ils scandent les mots d'ordre : « liberté », « démocratie ». Des journalistes et des intellectuels rejoignent les étudiants. Une manifestation de soutien a lieu à Hong Kong, des fonds importants sont collectés et parviennent aux grévistes de la place Tian'anmen. Mais, ce 4 mai est une date symbolique qui marque le soixante-dixième anniversaire du Mouvement du 4 Mai, le début de l'insurrection communiste en 1919, le gouvernement dénonce « les ennemis du peuple et du socialisme (...) et le complot étranger ».
- États-Unis : dans l'affaire de l'Irangate, le lieutenant-colonel Oliver North est reconnu partiellement coupable.
- Nouvelle-Calédonie : à Ouvéa, Jean-Marie Tjibaou, le chef du FLNKS, et son second, Yéweiné Yéweiné, sont assassinés par un commando du FULK. Cette tendance radicaliste du FLNKS est violemment hostile aux accords de Matignon. Le commando est dirigé par Djubelly Wéa qui est immédiatement abattu.

### Vendredi5 mai 1989
- Chine : une lutte d'influence apparaît dans les plus hautes sphères dirigeantes. Le secrétaire général, Zhao Ziyang se montre favorable au dialogue et à l'évolution du pays.
- États-Unis : le Secrétaire adjoint d'État aux affaires politiques-militaires, H. Allen Holmes (en), déclare que son gouvernement est près de demander au Congrès d'adopter des lois imposant des sanctions contre les pays et les industriels qui aideraient certains pays à se procurer des armes bio-chimiques. Il estime cependant que dans le cas des entreprises américaines, le président américain doit rester libre de leur application.
- Iran : Hachemi Rafsandjani, le président du Parlement, lance un appel aux Palestiniens à « tuer des Américains, des Britanniques ou des Français, et à attaquer leurs intérêts dans le monde » en représailles contre « la brutalité sioniste en Palestine ». L'OLP condamne cet appel.

### Samedi6 mai 1989
- Bulgarie : pour fuir la politique d'assimilation forcée mise en œuvre par le gouvernement, des dizaines de milliers de bulgares d'origine turque commencent à se réfugier en Turquie.
- Pérou : un député du parti politique Alliance populaire révolutionnaire américaine est assassiné.

### Dimanche7 mai 1989
- Bolivie : élection présidentielle. 83 % de votants : Gonzalo de Lozada (centre-droit) 26 %, général Hugo Banzer (dictateur de 1971 à 1978) 24 %, Jaime Paz Zamora (MIR, Mouvement de la Gauche révolutionnaire) 17 %.
- France : à Nantes, un attentat à la bombe contre l'Hôtel de région des Pays de la Loire est commis par l'Armée révolutionnaire bretonne sans faire de victime[1].
- Grèce : tentative d'assassinat contre Georges Petros, ancien ministre de l’Ordre public, commis par l'Organisation révolutionnaire du 17 novembre.
- Irak : le général Adname Khairallah, ministre de la défense, meurt dans un accident d'hélicoptère.
- Nouvelle-Calédonie : À Nouméa, les obsèques officielles de Jean-Marie Tjibaou, le chef du FLNKS, et de son second, Yéweiné Yéweiné, sont organisées en présence du premier ministre Michel Rocard.
- Panama : lors des élections présidentielle, alors que le candidat de l'opposition, Guillermo Endara a été déclaré vainqueur, le général Manuel Noriega, impose la victoire de son candidat, Carlos Dunque. L'opposition appelle à des manifestations.
- Union soviétique - Vatican : le cardinal Jean-Marie Lustiger en visite officielle, se voyant interdire de se rendre en Ukraine, écourte immédiatement son séjour.
- Formule 1 : Grand Prix automobile de Monaco.

### Lundi8 mai 1989
- Autriche : une alliance est conclue entre le président du Parti libéral (droite nationale), Georg Haider et le Parti populaire, pour prendre la tête du gouvernement régional de Carinthie.
- Bolivie : les résultats des élections présidentielle et législatives sont très controversés. Garzalo Sanchez, le candidat du MNR, le parti au pouvoir et son adversaire, Hugo Banzer, se proclament tous deux vainqueurs.
- Hongrie : le président du Parti communiste hongrois, Janos Kadar est exclu du comité central. Il en avait été le secrétaire général.
- Nouvelle-Calédonie : le premier ministre Michel Rocard effectue le déplacement pour assister aux obsèques de Jean-Marie Tjibaou.

### Mardi9 mai 1989
- France : 
  - Le Sénat commence l'examen du projet de réforme du Code pénal, rédigé par l'ancien ministre de la Justice, Robert Badinter, en 1985
  - Le parc Big Bang Schtroumpf ouvre ses portes près de Metz dans le nord-est de la France.
- Panama : le président des États-Unis, George H. W. Bush appelle le général Manuel Noriega à démissionner.

### Mercredi10 mai 1989
- France : le mouvement des « Rénovateurs » dépose une motion de censure au sujet de la politique européenne du gouvernement qui paraît à leurs yeux « trop timide ». Elle est rejetée le 17 mai.
- Hongrie : le nouveau gouvernement est pour la première fois investi par le Parlement et non plus par le comité central du parti communiste hongrois.
- Iran : sous la pression internationale, Hachemi Rafsandjani revient mollement sur son appel du 5 mai dernier, à « tuer des Américains, des Britanniques ou des Français, et à attaquer leurs intérêts dans le monde ».
- Panama : les élections du 7 mai sont annulées.

### Jeudi11 mai 1989
- Négociations Est-Ouest : lors des entretiens à Moscou entre Mikhaïl Gorbatchev et James Baker, le secrétaire d'État américain, les soviétiques proposent de réduire unilatéralement un premier lot de 500 ogives nucléaire de leur fusées tactiques, et de lancer immédiatement les négociations vers l'« option zéro », c’est-à-dire, la suppression de toutes les armes nucléaires tactiques américaines et soviétiques, d'ici deux ans.
- Panama : le président des États-Unis, George H. W. Bush appelle au renversement du général Manuel Noriega et annonce l'envoi de près de 1 900 soldats américains en plus des troupes déjà sur place.
- États-Unis : le premier tir d'essai du missile balistique intercontinental MGM-134A Midgetman est un échec. Le missile se détruisant à la 70e seconde de vol[2].

### Vendredi12 mai 1989
- Allemagne de l'Ouest - Union soviétique : le ministre des Affaires étrangères de l'URSS, Edouard Chevardnadze est en visite officielle de deux jours. Lors de la discussion concernant le désarmement, le Chancelier Helmut Kohl marque son désaccord pour une troisième « option zéro ». Le ministre soviétique répond que l'URSS ne détruira pas ses missiles missiles SS 23 si l'OTAN modernise ses missiles Lance à courte portée (SNF).
- Négociations Est-Ouest : le président George H. W. Bush demande à Mikhaïl Gorbatchev : « Détruisez le rideau de fer ».

### Samedi13 mai 1989
- Chine : des étudiants commencent une grève de la faim sur la place Tian'anmen.

### Dimanche14 mai 1989
- Argentine : le péroniste Carlos Menem gagne les élections générales.
- Vatican : journée mondiale des Missions.

### Lundi15 mai 1989
- Chine - Union soviétique : réunion du premier sommet sino-soviétique depuis septembre 1959, durant quatre jours, entre Deng Xiaoping et Mikhaïl Gorbatchev. Les cérémonies officielles sont perturbées par les manifestants à Pékin puis à Shanghaï. Au total, il est compté plus d'un million de manifestants qui contraignent le gouvernement à modifier à plusieurs reprises le programme du président soviétique.

### Mardi16 mai 1989
- Liban : 
  - Deux travailleurs sociaux allemands de l'association Asme-Humanitas sont enlevés par les Moudjahidins de la liberté.
  - Assassinat à Beyrouth-Ouest, du cheikh Hassan Khaled, chef de la communauté sunnite, et « Grand mufti de la République » depuis 1966. Sa Cadillac blindée, piégée par 150 kilos de TNT explose en tuant quatorze autres personnes. Les services secrets syriens sont soupçonnés de cette opération qui a nécessité un dispositif technique lourd et des spécialistes. Le mufti était un opposant à la mainmise de la Syrie sur le Liban et travaillait sur un rapprochement de toutes les communautés religieuses libanaises. En avril dernier, les assises du sunnisme libanais avait réclamé le retrait des canons syriens menaçant Beyrouth.

### Mercredi17 mai 1989
- Allemagne de l'Ouest : le pirate de l'air d'origine libanaise, Mohamed Hamadé, est condamné à la réclusion criminelle à perpétuité par le tribunal de Francfort.
- France : le conseil des ministres adopte le projet présenté par le ministre de l'Intérieur Pierre Joxe relatif aux conditions de séjour et d'entrée des étrangers. Elle doit être discuté à l'Assemblée nationale à partir du 29 mai.
- Tchécoslovaquie : le dramaturge dissident Václav Havel est libéré. Il était emprisonné depuis le 16 février.

### Vendredi19 mai 1989
- Chine : 
  - le secrétaire général, Zhao Ziyang se rend au chevet des grévistes de la faim sur la place Tian'anmen. Mal reçu, il déplore : « Je suis venu trop tard ». Désormais, les communistes conservateurs, vont prendre le dessus au Bureau politique, considérant les étudiants comme des nouveaux gardes rouges. La commission militaire centrale est convoquée en réunion extraordinaire et l'ordre d'acheminer des troupes de province vers la capitale est donné.
  - des manifestants attaquent la tour du PCC à Ürümqi à la suite d'une manifestation qui a dégénéré.
- France : le cofondateur du Club de l'horloge et ancien député RPR, Yvan Blot, rallie le Front national
- Liban : arrivée des premiers représentants de la Ligue arabe chargés de faire respecter le cessez-le-feu. Le chef des Druzes pro-syriens, Walid Joumblatt, déclare : « Ils reviendront dans leur pays dans des linceuls ».
- Italie : démission du gouvernement de coalition dirigé par Chirico De Mita.

### Samedi20 mai 1989
- Chine : à Pékin, la loi martiale est proclamée par le premier ministre Li Peng à la télévision chinoise. Deng Xiaoping réunit les chefs des régions militaires dans le Wuhan, alors que les premières troupes s'installent dans Pékin mais sans armes. Certains camions sont bloqués par la population aux entrées de la capitale. Des banderoles proclament : « L'armée du peuple aime le peuple. Le peuple aime l'armée du peuple ».
- États-Unis - France : le président François Mitterrand en visite en Nouvelle-Angleterre s'entretient avec le président George H. W. Bush.
- Nouvelle-Calédonie : le successeur de Jean-Marie Tjibaou est désigné par l'Union calédonienne. Il s'agit de François Burck, un prêtre défroqué.

### Dimanche21 mai 1989
- Arménie : à Erevan, deux cent mille manifestants réclament la libération des dirigeants arméniens emprisonnés à Moscou. Ils seront libérés le 31 mai.
- Chine : de nombreuses manifestations de personnes d'origine chinoise ont lieu dans le monde entier, à Bonn, Genève, Hong Kong, Londres, Paris, Stockholm, Sydney, Tokyo, Toronto et Vancouver.
- Union soviétique : à Moscou, cent mille manifestants dans les rues aux cris de « Démocratie, oui ! Démocratisation, non ! ».

### Mardi23 mai 1989
- Allemagne de l'Ouest : le président de la République, Richard von Weizsäcker est réélu avec une très forte majorité.
- Chine : de nouvelles manifestations de soutien par des personnes d'origine chinoise ont lieu à Hong Kong et Macao.
- France : le conseil des ministres adopte le projet de loi relatif à l'amnistie les membres du mouvement terroriste guadeloupéen « Alliance révolutionnaire caraïbe ».
- Maroc : à Casablanca, sommet extraordinaire de la ligue arabe durant 4 jours. L'Égypte est réintégrée officiellement dans l'organisation.
- Négociations Est-Ouest : à Vienne, lors de la conférence sur la réduction des armements conventionnels, les représentants du Pacte de Varsovie proposent qu'aucune des deux superpuissances, URSS et États-Unis, ne puisse disposer de plus de 40 % des forces conventionnelles présentes en Europe. Le président George H. W. Bush se dit favorable à cette proposition.

### Mercredi24 mai 1989
- France : arrestation de Paul Touvier, ancien chef de la milice pétainiste de Lyon. Âgé de 74 ans, il était réfugié au prieuré Saint-François de Nice, locaux dépendant de la Fraternité Saint-Pie-X, société de catholiques traditionalistes liée à l'archevêque Marcel Lefebvre.
- Liban : à Beyrouth, un ancien pilote de ligne britannique, Jack Mann est enlevé par l'Organisation de la justice révolutionnaire liée au Hezbollah.
- Sénégal : le troisième sommet de la francophonie se réunit à Dakar. Le président François Mitterrand annonce l'annulation par la France d'une partie de la dette publique de trente-cinq pays africains envers la France. Il s'agit d'un montant de 16 milliards de FF.

### Jeudi25 mai 1989
- Argentine : le président Raul Alfonsin organise un « cabinet de crise » dans le but de mener son projet de mise en place d'une « économie de guerre ». Début de plusieurs jours d'émeutes et de pillages des commerces d'alimentation dans les villes.
- Chine : le secrétaire général du parti communiste, Zhao Ziyang, est limogé ainsi qu'une partie de ses partisans les plus « modérés », ce qui annonce une reprise en main de la situation, ce qui n'empêche pas Li Peng d'affirmer à la télévision : « L'architecte en chef des réformes de la Chine et de son ouverture sur le monde extérieur, c'est le camarade Deng Xiaoping, et personne d'autre. »
- Union soviétique : le nouveau Congrès des députés du peuple réunit ses 2250 membres au Kremlin. Il élit les 542 membres du Soviet suprême et son président Mikhail Gorbatchev. Les réformateurs menés par Boris Eltsine sont complètement écartés; mais ce dernier finit, le 29 mai, par obtenir un siège.

### Samedi27 mai 1989
- Chine : nouvelles manifestations des étudiants à Pékin et Shanghaï, mais le mouvement commencent à s'essouffler. Les liaisons par satellites des chaînes de télévision étrangères sont coupées. Dans les usines, des « comités de travail » commencent à dresser des listes de personnes suspectes de « libéralisme bourgeois », cependant les ouvriers, qui connaissent un début de prospérité, n'ont jamais réellement suivi le mouvement de contestation.

### Dimanche28 mai 1989
- Chine : nouvelles manifestations des étudiants à Pékin et Shanghai, la place Tian'anmen commence à se vider et les étudiants ne s'adressent plus aux journalistes à visage découvert. Des manifestations de soutien ont lieu à Macao, Paris et Sydney.
- Formule 1 : Grand Prix automobile du Mexique.

### Lundi29 mai 1989
- Argentine : le gouvernement décrète l'état de siège pour trente jours.
- OTAN : à Bruxelles, réunion du 40e sommet des chefs d'État et de gouvernement sur la question de la modernisation des missiles nucléaires à courte portée. L'Allemagne de l'Ouest accepte le compromis, pour la détente et le désarmement, proposé — certains disent « imposé » — par le président George H. W. Bush qui présente à ses alliés sa « nouvelle vision de l'Europe » avec un échéancier pour l'horizon 2000. Selon le président américain, les plafonds souhaitables sont pour chacun des côtés : 275 000 soldats, 20 000 chars et 3 400 avions. Les Soviétiques disposent de quatre fois plus de soldats et d'armes que l'ensemble des pays occidentaux. Cependant le plan Bush passe sous silence le problème des missiles Lance et leur modernisation. Le ministre ouest-allemand, Hans-Dietrich Genscher proposait de son côté une « troisième option zéro » prévoyant le démantèlement en Europe des missiles nucléaires à courte portée après ceux à longue et moyenne portée.
- Panama : une « mission de médiation » de l'Organisation des États américains arrive dans le pays.
- Pologne : trois cents militantes de l'Union des femmes sionistes manifestent devant le carmel d'Auschwitz situé en bordure de l'ancien camp de concentration, pour demander sa fermeture.

### Mardi30 mai 1989
- Chine : durant la nuit, des étudiants de l'Académie des Beaux-Arts ont dressé une statue de la Liberté en plâtre devant le portrait géant de Mao Tsé Toung. Sur la banderole est inscrit : « Chine, réveille-toi ». Au petit matin, des étudiants de l'Institut central de musique, viennent chanter l'« Ode à la joie ». Le premier ministre, Li Peng, furieux, déclare à la télévision : « Nous sommes en Chine, non aux États-Unis. Cette statue sera détruite, au besoin par la force. »

### Mercredi31 mai 1989
- Arménie : les dirigeants arméniens emprisonnés à Moscou sont libérés, rapatriés et mis en résidence surveillée.
- Chine : à Pékin, des manifestations de soutien à Deng Xiaoping et au premier ministre Li Peng se déroulent.
- France : début de la nouvelle chaîne de télévision culturelle européenne, La Sept, avec diffusion sur le réseau câblé.

## Naissances
- 1er mai :
  - Alejandro Arribas, footballeur espagnol.
  - Maikel Cleto, joueur de baseball dominicain.
  - Murtaz Daushvili, footballeur géorgien.
  - Ihab Abdelrahman el-Sayed, athlète égyptien.
  - Armindo Fonseca, coureur cycliste français.
  - Cayla Francis, basketteuse australienne.
  - Dinar Khafizoulline, joueur russe de hockey-sur-glace.
  - May Mahlangu, footballeur sud-africain.
  - Ewa Nelip, escrimeuse polonaise.
  - Bryshon Nellum, athlète américain.
  - Rudy, footballeur portugais.
  - Alexander Ryabkin, coureur cycliste russe.
  - Philipp Schwethelm, basketteur allemand.
  - Koyomi Tominaga, joueuse japonaise de volley-ball.
  - Emma Wikén, fondeuse suédoise.
- 2 mai :
  - Hamdan Al Kamali, footballeur émirati.
  - Olivier Fortier, joueur canadien de hockey-sur-glace.
  - Fwayo Tembo, footballeur zambien.
  - Frédéric Hanvi, joueur français de baseball.
  - Ananda Marinho, joueuse brésilienne de volley-ball.
  - Soňa Mikysková, joueuse tchèque de volley-ball.
  - Yohei Otake, footballeur japonais.
  - Allison Pineau, handballeuse française.
  - Jeanette Pohlen, basketteuse américaine.
  - Felix Sunzu, footballeur zambien.
  - Arnaud Sutchuin, footballeur belge d'origine camerounaise.
  - Sam Tsui, chanteur et musicien sino-américain.
- 3 mai :
  - Ralph Amoussou, acteur français.
  - Yoann Andreu, footballeur français.
  - Matthew Dubé, homme politique québécois.
  - Katinka Hosszú, nageuse hongroise.
  - Maciej Hreniak, nageur polonais.
  - Julius Kirwa, athlète kényan.
  - Evans Kondogbia, footballeur centrafricain.
  - Niclas Lucenius, joueur finlandais de hockey-sur-glace.
  - Mary Lambert, chanteuse américaine.
  - Selah Sue, auteure-compositrice-chanteuse belge.
  - Rok Tičar, joueur slovène de hockey-sur-glace.
- 4 mai :
  - Jorge Fernández, joueur espagnol de volley-ball.
  - Freddie Fox, acteur anglais.
  - Dániel Gyurta, nageur hongrois.
  - Pius Heinz, joueur de poker allemand.
  - Tamás Kulifai, kayakiste hongrois.
  - Johann Lopez Lazaro, golfeur français.
  - Kalis Loyd, basketteuse suédoise.
  - Rory McIlroy, golfeur irlandais.
  - Seidou N'Joya, basketteur franco-camerounais.
  - Nick Noonan, joueur américain de baseball.
  - Nick Petrecki, joueur américain de hockey-sur-glace.
  - Maria de Lourdes Silva, joueuse brésilienne de volley-ball.
  - James Van Riemsdyk, joueur américain de hockey-sur-glace.
- 5 mai :
  - Mohamed Abarhoun, footballeur marocain († 2 décembre 2020).
  - Chris Brown, rappeur américain.
  - Kurt Calleja, chanteur maltais.
  - Jessica Clarke, footballeuse anglaise.
  - David-Patrick Feughouo, joueur camerounais de volley-ball.
  - Agnes Knochenhauer, curleuse suédoise.
  - Geneviève Lacasse, joueuse canadienne de hockey-sur-glace.
  - Luke Lennon-Ford, athlète britannique.
  - Jérémy Monnier, tireur français.
  - Rudy Nivore, handballeur français.
  - Victor Ramos Ferreira, footballeur brésilien.
  - Shin Jong-hun, boxeur sud-coréen.
  - Larissa Wilson, actrice anglaise.
- 6 mai :
  - Chukwuma Akabueze, footballeur nigérian.
  - José Álvarez, joueur de baseball vénézuélien.
  - Bobby Bazini, auteur-compositeur-interprète canadien.
  - Dominika Cibulková, joueuse de tennis slovaque.
  - Xavier Coste, auteur et dessinateur de bandes dessinées français.
  - Matthias Dandois, freestyler BMX français.
  - David de la Cruz, coureur cycliste espagnol.
  - Yi Siling, tireuse sportive chinoise.
- 7 mai :
  - Marijan Antolović, footballeur croate.
  - Francesco Bolzoni, footballeur italien.
  - Hassan Chahdi, athlète français.
  - Maxime Guyon, jockey français.
  - Arlenis Sosa, mannequin dominicain.
  - Viktoriya Pyatachenko, athlète ukrainienne.
  - Arlenis Sosa, mannequin dominicain.
  - Earl Thomas, joueur américain de football américain.
- 8 mai :
  - Nora Arnezeder, actrice française.
  - Giorgio Avola, escrimeur italien.
  - Liam Bridcutt, footballeur écossais.
  - Sindre Buraas, athlète norvégien.
  - Lars Eller, joueur professionnel de hockey-sur-glace danois.
  - Daniel Kaluuya, acteur britannique.
  - Colja Löffler, handballeur allemand.
  - Siphiwe Lusizi, boxeur sud-africain.
  - Matt Martin, joueur canadien de hockey-sur-glace.
  - Marcelino Junior Lopes Arruda, footballeur brésilien.
  - Benoît Paire, joueur français de tennis.
  - Wily Peralta, joueur dominicain de baseball.
  - Manuel Zigerli, joueur suisse de volley-ball.
- 9 mai :
  - Nadim Barghouthi, footballeur palestinien.
  - Yuki Hashimoto, judokate japonaise.
  - Mark Katic, joueur canadien de hockey-sur-glace.
  - Alice Lévèque, handballeuse française.
  - Kayla Mack, joueuse canadienne de rugby à XV.
  - Philippe Marquis, skieur acrobatique canadien.
  - Riley Nash, joueur canadien de hockey-sur-glace.
  - Alex Plante, joueur canadien de hockey-sur-glace.
  - Ellen White, footballeuse anglaise.
- 10 mai :
  - Lamyaa Bekkali, taekwondoïste marocaine.
  - Thomas Bonnin, coureur cycliste français.
  - Marrit Leenstra, patineuse de vitesse néerlandaise.
  - Hrvoje Milić, footballeur croate.
  - Danielle Robinson, basketteuse américaine.
  - Lindsey Shaw, actrice et chanteuse américaine.
- 11 mai :
  - Bilal Biat, footballeur marocain.
  - Melissa Boekelman, athlète néerlandaise.
  - Matthieu Boulo, coureur cycliste français.
  - David Buchanan, joueur américain de baseball.
  - Giovani dos Santos, footballeur mexicain d'origine brésilienne.
  - Kévin Le Roux, joueur français de volley-ball.
  - Cam Newton, joueur américain de football américain.
  - Mikhaïl Pachnine, joueur russe de hockey-sur-glace.
  - Sophie Péron, joueuse française de volley-ball.
  - Bradley Potgieter, coureur cycliste sud-africain.
  - Prince Royce, chanteur américain d'origine dominicaine.
  - Anton Vlasov, footballeur russe.
  - Valeriya Volik, athlète russe.
  - Jelle Wallays, coureur cycliste belge.
  - Ihor Zaytsev, basketteur ukrainien.
- 12 mai :
  - Ousmane Camara, basketteur français.
  - Elefthería Eleftheríou, chanteuse chypriote-grecque.
  - Bradin Hagens, joueur de baseball américain.
  - Cyprien Iov, blogueur, podcasteur et animateur français.
  - Andrew Little, footballeur nord-irlandais.
  - Travis McCabe, coureur cycliste américain.
  - Antti Raanta, joueur finlandais de hockey-sur-glace.
  - Zhang Chenglong, gymnaste chinois.
- 13 mai :
  - Alma Hasanic, handballeuse norvégienne.
  - Łukasz Klekot, pentathlonien polonais.
  - Áine O'Gorman, footballeuse irlandaise.
  - Pernell Karl Subban, joueur canadien de hockey-sur-glace.
- 14 mai :
  - Florencia Aguirre Perdomo, joueuse uruguayenne de volley-ball.
  - Christian Colón, joueur de baseball portoricain.
  - Rob Gronkowski, joueur américain de football américain.
  - Jon Leuer, basketteur américain.
  - Kristina Maria, auteure-compositrice-interprète canadienne d'origine libanaise.
  - Senad Ok, joueur truc de volley-ball.
  - Arthur Pauli, sauteur à ski polono-autrichien.
  - Meredith Schamun, joueuse américaine de volley-ball.
  - Alina Talay, athlète biélorusse.
- 15 mai :
  - Heimano Bourebare, footballeur tahitien.
  - Álvaro Domínguez Soto, footballeur espagnol.
  - Armaan Ebrahim, pilote automobile indien.
  - Teri Gender Bender, chanteuse et musicienne américaine.
  - Mohamed Henni, vidéaste français.
  - James Holland, footballeur australien.
  - Philipp Hosiner, footballeur autrichien.
  - Ibrahim Koroma, footballeur sierra-léonais.
  - Kini Murimurivalu, joueur fidjien de rugby à XV.
  - Haithem Rzig, handballeur tunisien.
  - Synnøve Solemdal, biathlète norvégienne.
  - Sunny, actrice, DJ, chanteuse et championne de Versus Fighting américano-coréenne.
  - Mapou Yanga-Mbiwa, footballeur franco-centrafricain.
- 16 mai :
  - Randy Culpepper, basketteur américain.
  - Nicolas Le Jeune, joueur français de volley-ball.
  - Benjamin Macé, coureur française de patinage de vitesse sur glace.
  - Carles Martinez Sanchez, joueur espagnol de rink hockey.
  - Guillaume Ochala, joueur français de volley-ball.
  - Marina Panteleyeva, athlète russe.
  - Marie-Pier Perreault, chanteuse québécoise.
  - Behati Prinsloo, mannequin namibien.
  - Brett Sonne, joueur canadien de hockey-sur-glace.
  - Aleksandr Vassiliev, joueur russe de hockey-sur-glace.
- 17 mai :
  - Neil McVitie, footballeur écossais.
  - Michel Morganella, footballeur suisse.
  - Alexandra Soumm, violoniste française.
  - Tessa Virtue, patineuse artistique canadienne.
- 18 mai :
  - Johann Baisamy, snowboardeur français.
  - Alexandru Chipciu, footballeur roumain.
  - Ricardo Galandi, joueur allemand de volley-ball.
  - Stefan Ilsanker, footballeur autrichien.
  - Daniel Lafferty, footballeur nord-irlandais.
  - Eugénie Le Sommer, footballeuse française.
  - Jonathan Rivierez, footballeur français.
- 19 mai :
  - Clément Desalle, pilote belge de motocross.
  - Raylen Dziengelewski, joueuse américaine de hockey-sur-glace.
  - Clément Fabre, footballeur français.
  - Scott Kneller, skieur acrobatique australien.
  - Milan Kytnár, joueur slovaque de hockey-sur-glace.
  - Adilbek Niyazymbetov, boxeur kazakh.
  - Eric Yopa, footballeur camerounais.
  - Hayato Yoshida, coureur cycliste japonais.
- 20 mai :
  - Aldo Corzo, footballeur péruvien.
  - Orianne Lopez, athlète handisport française.
  - Bradley Malone, joueur canadien de hockey-sur-glace.
  - Dov Milsztajn, acteur français spécialisé dans le doublage et juriste.
  - Loïc Nestor, footballeur français.
- 21 mai :
  - Lisa Demetz, spécialiste italienne du saut à ski.
  - Yassine Haddou, footballeur franco-marocain.
  - Katy B, chanteuse, compositrice et interprète britannique.
  - Gülcan Mıngır, athlète turque.
  - Emily Robins, actrice et chanteuse néozélandaise.
  - Hal Robson-Kanu, footballeur gallois.
  - Brett Rossi, actrice pornographique américaine.
  - Ivan Santini, footballeur croate.
  - Mathieu Tousignant, joueur canadien de hockey-sur-glace.
- 22 mai :
  - Giordano Benedetti, athlète italien.
  - Drake Britton, joueur de baseball américain.
  - Corey Dickerson, joueur de baseball américain.
  - Verena Faißt, footballeuse allemande.
  - Abdulaziz al-Mandeel, athlète koweïtien.
  - Alekseï Obmotchaïev, joueur russe de volley-ball.
  - Manuel Poppinger, sauteur à ski autrichien.
  - Aurora Ruffino, actrice italienne.
- 23 mai :
  - Alexandru Antoniuc, footballeur moldave.
  - Jessica Clémençon, basketteuse française.
  - Ezequiel Schelotto, footballeur italien d'origine argentine.
  - Jeffery Taylor, basketteur américano-suédois.
  - Mario Vrančić, footballeur allemand.
- 24 mai :
  - Izu Azuka, footballeur nigérian.
  - Yannick Bolasie, footballeur congolais.
  - Armand Coustenoble, joueur français de hockey-sur-glace.
  - Mohammed Fellah, footballeur norvégien d'origine marocaine.
  - G-Eazy, rappeur américain.
  - Iyama Yuta, joueur japonais de go professionnel.
  - Aki Kangasmäki, joueur finlandais de hockey-sur-glace.
  - Jessica Lutz, joueuse suisse de hockey-sur-glace.
  - Christopher Mies, pilote automobile allemand.
  - Adel Taarabt, footballeur marocain.
  - Franziska Weber, kayakiste allemande.
  - Tina Weirather, skieuse alpine liechtensteinoise.
- 25 mai :
  - Guillaume Boivin, coureur cycliste canadien.
  - Diego Estrada, footballeur costaricien.
  - Gábor Fejes, coureur cycliste hongrois.
  - Matea Ikić, joueuse croate de volley-ball.
  - Vagif Javadov, footballeur azerbaïdjanais.
  - Nafaa Jebali, footballeur tunisien.
  - Marco Leal, matador français.
  - Cassidy Lichtman, joueuse américaine de volley-ball.
  - Aliona Moon, chanteuse moldave.
  - Esteve Rabat, pilote motocycliste espagnol.
  - Neil Ramirez, joueur américain de baseball.
  - Zhang Xiaoyi, athlète chinois.
- 26 mai :
  - David Bovet, joueur suisse de Scrabble.
  - Rick Jackson, basketteur américain.
  - Tommy Kristiansen, joueur norvégien de hockey-sur-glace.
  - Lise Munk, footballeuse danoise.
  - Tomáš Pekhart, footballeur tchèque.
  - Diana Weicker, lutteuse canadienne.
- 27 mai :
  - Innocent Emeghara, footballeur suisse.
  - Christoph Fildebrandt, nageur allemand.
  - Ash Hollywood, actrice américaine de films pornographiques.
  - Nevena Iričanin, joueuse serbe de volley-ball.
  - Marija Jovanović, joueuse serbe de volley-ball.
  - Igor Morozov, footballeur estonien.
  - Nick Petersen, joueur canadien de hockey-sur-glace.
  - Zack Pianalto, joueur américain de football américain.
  - Nina Radojčić, chanteuse serbe.
  - Alena Zavarzina, snowboardeuse russe.
- 28 mai :
  - Denisa Dvořáková, top model tchèque.
  - Jenna Hagglund, joueuse américaine de volley-ball.
  - Alekseï Negodaylo, bobeur russe.
  - Sébastien Reichenbach, coureur cycliste suisse.
  - Adrian Zieliński, haltérophile polonais.
- 29 mai :
  - Ezekiel Ansah, joueur ghanéen de football américain.
  - Anderson Cueto, footballeur péruvien.
  - Eyþór Ingi Gunnlaugsson, chanteur islandais.
  - Quentin Gilbert, pilote automobile français de rallye.
  - Brian Hamalainen, footballeur danois.
  - Riley Keough, actrice et mannequin américaine.
  - David Meyler, footballeur irlandais.
  - Ksenia Moskvina, nageuse russe.
  - Maksim Morozov, joueur biélorusse de volley-ball.
  - Jennifer Pettke, joueuse allemande de volley-ball.
  - Mariia Posa, joueuse finlandaise de hockey-sur-glace.
  - Brandon Mychal Smith, acteur américain.
- 30 mai :
  - Kevin Covais, acteur et chanteur américain.
  - Alexandra Dulgheru, joueuse de tennis roumaine.
  - Hyomin, danseuse, actrice, styliste et chanteuse sud-coréenne de Kpop.
  - Jimmy Janssens, coureur cycliste belge.
  - Libor Kozák, footballeur tchèque.
  - Takuya Marutani, footballeur japonais.
  - Jean-Frédéric Morency, basketteur français.
  - Akiyo Noguchi, grimpeuse japonaise.
  - Lenie Onzia, footballeuse belge.
  - Mikel San José, footballeur espagnol.
  - Michele Santucci, nageur italien.
  - Lesia Tsurenko, joueuse ukrainienne de tennis.
  - Ivan Yeryomin, athlète ukrainien.
- 31 mai :
  - Pablo Alborán, chanteur, guitariste et pianiste espagnol.
  - Cho Young-cheol, footballeur sud-coréen.
  - Naîgnouma Coulibaly, basketteuse franco-malienne.
  - Bas Dost, footballeur néerlandais.
  - Osviel Hernández, athlète cubain.
  - Sean Johnson, footballeur américain.
  - Daul Kim, mannequin sud-cooréen. († 19 novembre 2009).
  - Élodie Lorandi, nageuse française.
  - Matheus Humberto Maximiano, footballeur brésilien.
  - Tanner Mayes, actrice pornographique américaine.
  - Joey Polewarczyk, Jr., pilote automobile de stock-car américain.
  - Marco Reus, footballeur allemand.
  - Daniel Stenderup, footballeur danois.
  - Murphy Troy, joueur canadien de volley-ball.
  - Daniel Wass, footballeur danois.

## Décès
- 2 mai : Giuseppe Siri, cardinal italien, archevêque de Gênes (° 20 mai 1906).
- 7 mai : Guy Williams, acteur italo-américain (° 14 janvier 1924).
- 9 mai : Karl Brunner, économiste suisse (° 16 février 1916).
- 26 mai : Pierre Everaert, coureur cycliste français (° 21 décembre 1933).
- 12 mai :  Axel-Herman Nilsson, skieur suédois.